# 引越社
株式会社引越社（ひっこししゃ・英: HIKKOSHISHA Co., Ltd.）は、引越業務を専門とする日本初の引越専門業者である。
通称はアリさんマークの引越社。関東エリア、中部エリア、関西エリアを中心に九州、広島、北海道にも拠点を構える。

## 沿革
- 1971年（昭和46年）6月 - 名古屋市港区いろは町にて創業[2]。
- 1974年（昭和49年）3月 - 名古屋市南区白雲町に移転。
- 1980年（昭和55年）9月 - 名東支店を開設。
- 1984年（昭和59年）9月 - 中川支店を開設。
- 1987年（昭和62年）9月 - 岡崎支店を開設。
- 1988年（昭和63年）4月 - 赤坪会議室開設。全車無線取付完了。
- 1989年（平成元年）
  - 2月 - 岐阜支店を開設。
  - 4月 - 春日井支店を開設。
  - 8月 - 三重支店を開設。
  - 10月 - 知多支店を開設。
- 1990年（平成2年）
  - 6月 - 関連会社・株式会社アリさんサービスが発足。
  - 9月 - 浜松支店（現・浜松西支店）を開設。車両台数100台突破。
- 1991年（平成3年）
  - 1月 - 宇治支店を開設。
  - 2月 - 電気通信共済会の指定を受ける。イメージキャラクターとしてジミー大西を起用。
  - 3月 - 総合研修施設赤坪研修センターを開設。
  - 9月 - 刈谷支店を開設。
  - 11月 - 静岡支店（現・静岡西支店）を開設。
- 1992年（平成4年）
  - 1月 - 関西本部を開設
  - 3月 - 大阪北支店（現・阪奈支店）を開設。
  - 6月 - 京都東支店を開設。
  - 9月 - 大阪西支店（現・大阪中央支店）を開設。
  - 10月 - 京都西支店を開設。
- 1993年（平成5年）
  - 1月 - イメージキャラクターとして藤田朋子を起用。
  - 5月 - 大阪南支店（現・なにわ支店）を開設。
  - 6月 - 松原支店を開設。
  - 7月 - 郵政省共済組合指定を受ける。
- 1994年（平成6年）
  - 1月 - イメージキャラクターとして赤井英和を起用。
  - 8月 - 和泉支店を開設。
- 1995年（平成7年）
  - 1月 - 浜松東支店を開設。
  - 2月 - 尼崎支店を開設。
  - 3月 - 全支店にテレビ会議システムを導入。
  - 6月 - 豊中支店を開設。
  - 9月 - 西宮支店を開設。
- 1996年（平成8年）
  - 1月 - 平成7年度成長度評価日本一を達成（輸送経済新聞社発表）。
  - 2月 - 関西ブロックを分社化し、株式会社引越社関西を発足。
  - 5月 - 守口支店を開設。
  - 6月 - 東大阪支店を開設
  - 8月 - 沼津支店（現・静岡東支店）を開設。
  - 12月 - 奈良支店を開設。
- 1997年（平成9年）
  - 1月 - 平成8年度成長度評価で2年連続日本一を達成。
  - 5月 - 静岡本部を開設。
  - 9月 - 神戸支店を開設。
  - 10月 - 明石支店を開設。
  - 12月 - 港支店を開設。
- 1998年（平成10年）
  - 1月 - 平成9月度決算にて年商100億円突破。
  - 6月 - 滋賀支店を開設。
  - 11月 - 北大阪支店を開設。
- 1999年（平成11年）5月 - 吹田支店を開設。
- 2000年（平成12年）
  - 1月 - LANが完成。
  - 4月 - 東京本部を開設し、関東エリアに進出。
  - 5月 - 東京西支店（現・調布支店）を開設。
  - 6月 - 国立支店を開設。
  - 7月 - 八王子支店を開設。
  - 9月 - 東京北支店（現・練馬支店）を開設。
  - 10月 - さいたま支店を開設。
  - 11月 - 東京東支店（現・足立支店）を開設。
  - 12月 - 越谷支店を開設。
- 2001年（平成13年）
  - 1月 - 江戸川支店を開設。イメージキャラクターに北島三郎を起用。
  - 4月 - 横浜緑支店を開設。
  - 5月 - 松戸支店を開設。
  - 6月 - 茨木支店を開設。
  - 7月 - 京葉支店を開設。
  - 8月 - 豊島支店を開設。
  - 9月 - 横浜旭支店を開設。
  - 10月 - 四日市支店を開設。
  - 12月 - 東京中央支店を開設。イメージキャラクターとして飯島直子を起用。
- 2002年（平成14年）
  - 9月 - 川崎支店を開設。
  - 10月 - 世田谷支店を開設。
- 2003年（平成15年）
  - 3月 - 平成14年度決算にて年商200億円突破。中部エリアに続き関西エリアでもシェアNo1達成（物流タイムズ発表）。
  - 11月 - 千葉中央支店を開設。
- 2004年（平成16年）
  - 2月 - 千葉北支店を開設
  - 3月 - 中部・関西エリアにて2年連続シェアNo1達成（物流タイムズ発表）。
  - 4月 - 関東ブロックを分社化し、株式会社引越社関東を発足。
- 2005年（平成17年）
  - 1月 - イメージキャラクターとして井上和香を起用。
  - 3月 - 関西エリアにて3年連続シェアNo1達成（物流タイムズ発表）。
  - 9月 - 中川ブロックがグランドオープン。
  - 11月 - 京都本部を開設。
- 2006年（平成18年）
  - 5月 - 3大都市圏売上No1を達成（物流タイムズ発表）。
  - 9月 - 安全監査室を設置。
- 2007年（平成19年）
  - 5月 - 柏支店を開設。
  - 9月 - 豊田支店を開設。
  - 10月 - 港南台支店を開設。
- 2008年（平成20年）
  - 2月 - 福岡支店を開設。
  - 5月 - 九州本部を開設。
  - 6月 - 厚木支店を開設。
  - 7月 - 北九州西支店を開設。
  - 8月 - 松戸支店を開設。
  - 9月 - 太宰府支店を開設。
  - 11月 - 藤沢支店を開設。
  - 12月 - 久留米支店を開設。
- 2009年（平成21年）
  - 1月 - オリコン調査『顧客満足度の高い引越会社CSランキング』で総合1位を獲得。
  - 2月 - 引越し業界初『グリーン物流パートナーシップ』への取組を開始。
  - 7月 - 支店会議にてシステムWEB化。
  - 12月 - オリコン調査『顧客満足度の高い引越会社CSランキング』で2年連続総合1位獲得。
- 2010年（平成22年）
  - 5月 - 杉並支店を開設。
  - 6月 - 大田支店を開設。
  - 8月 - 広島支店、広島本部を開設。
  - 11月 - オリコン調査『顧客満足度の高い引越会社CSランキング』で3年連続総合1位獲得。
  - 12月 - イメージキャラクターとしてAKB48を起用。
- 2011年（平成23年）1月 - 貨物自動車運送事業安全性評価事業（Gマーク制度）取得。
- 2014年（平成26年）
  - 7月 - 札幌支店を開設。
  - 8月 - 札幌西支店を開設。
  - 9月 - 北海道本部を開設。
  - 10月 - 川越支店を開設。
  - 11月 - 所沢支店を開設。
- 2017年（平成29年）
  - 1月 - 引越事業者優良認定制度（引越安心マーク）を全本部、全支店で取得。
- 2018年（平成30年）
  - 2月 - グループ会社である引越社関西を合併。
  - 10月 - 東京本部新社屋が完成。
- 2019年（令和元年）
  - 9月 - 千葉台風災害救助のため、大型車にてボランティアセンターへの物資輸送業務を無償協力。
  - 11月 - 日本モンキーセンター（愛知県犬山市）への支援品配送業務を無償協力。
- 2020年（令和2年）
  - 2月 - 公益財団法人がん研究会への支援活動として寄付を実施。
  - 4月 - グループ会社である引越社関東を合併。
  - 7月 - 引越し会社についてのインターネット調査で、3部門にてNO.1を獲得（ショッパーズアイ調べ）。
- 2021年（令和3年）
  - 4月 - 内閣府と災害応急対策に関する協定を締結。
  - 7月 - 引越し見積サイト「LIFULL引越し（旧・HOME'S引越し）」において、引越し業者の総合満足度ランキングで1位を獲得（2021年7月更新時点）。
- 2022年（令和4年）
  - 3月 - ウクライナ難民補助、街の復興を人道的立場から支援するため、ウクライナ大使館へ義援金寄付を実施[3]。
  - 4月 - ウクライナ大使館からの要請により、ウクライナ難民支援に寄せられた支援物資の輸送（川崎市麻生区～東京都港区）に無償協力[4]。
- 2023年（令和5年）
  - 9月 - 公式ホームページをリニューアル
  - 12月 - イメージキャラクターとしてDAIGOを起用[5]。

## 引越社グループにおける労働争議
2006年3月10日に、引越社関西事件の判決（大阪地方裁判所、事件番号平成17年（ワ）1301号）。繁忙期の在籍を前提に賞与支給日に前払いされる奨励金は、実態として賞与の一部であり、退職に伴う奨励金返還の合意は労働基準法93条違反で無効とされた。
2006年3月、大阪府東大阪市の阪神高速道路で、引越社関西の姫路支店所属の男性運転手がトラックを居眠り運転し、車列に追突し死亡した。過重労働と知りながら運転させたとして、姫路支店長代行が道路交通法違反容疑で大阪府警察に逮捕され罰金30万円の略式命令を受けた。また、本社など3か所が家宅捜査され役員・管理職が任意の事情聴取に応じた。府警は、過労状態の認識や個別の業務指示への関与はなかったとして立件を見送ったものの、同年7月31日、同法違反容疑で法人としての引越社関西を書類送検した。2007年2月22日、兵庫労働局は、死亡した運転手は最大で30時間半の超過勤務をしていた、姫路支店長代行は時間外労働に関する協定（三六協定）を結ばないまま基準を超える超過勤務をさせたとして、労働基準法違反の疑いで引越社関西と姫路支店長代行を書類送検した。引越社関西は「深く反省し再発を防止する」とコメントした。

## 主な事業所
- 引越社中部本部
- 引越社静岡本部
- 引越社関西本部
- 引越社東京本部
- 引越社京都本部
- 引越社広島本部
- 引越社九州本部
- 引越社北海道本部

東北地方、北陸地方、四国地方、沖縄県には拠点を持っていない。

## 関連会社一覧
- 株式会社アリさんサービス